# 根洗町
根洗町（ねあらいちょう）は静岡県浜松市中央区の町名。丁番を持たない単独町名である。住居表示未実施。

## 地理
浜松市中央区の北部、三方原地区の北西部に位置する。東で豊岡町及び三幸町、西で浜名区細江町中川、南で三方原町、北で浜名区都田町と接する。

### 河川
- 和地大谷川

### 学区
小学校・中学校の学区は以下の通りである。
- 浜松市立豊岡小学校
- 浜松市立三方原中学校

## 歴史

### 町名の由来
三方原町として発足した町があまりにも大きすぎたため分離して誕生した。地域の象徴である根洗松にちなんで命名された。

### 沿革
- 1880年（明治13年） - 敷知郡三方原村ができる。
- 1896年（明治29年）4月1日 - 郡制の施行により、三方原村の所属郡が浜名郡に変更となる。
- 1954年（昭和29年）7月1日 - 三方原村が浜松市に編入される。旧村域は大字三方原となった[書籍 2]。
- 1973年（昭和48年）9月1日 - 三方原町の一部から分離し、根洗町が新設される[書籍 1]。
- 2007年（平成19年）4月1日 - 浜松市が政令指定都市となる。根洗町は北区の一部となる。警察署の管轄が浜北警察署から細江警察署に変更となる。
- 2024年（令和6年）
  - 1月1日 - 浜松市の行政区再編により、根洗町は中央区の一部となる。また、消防署の管轄が北消防署から中消防署となる。
  - 4月1日 - 警察署の管轄が細江警察署から浜松中央警察署となる[WEB 8]。

## 施設
- 社会福祉法人聖隷福祉事業団幼保連携型認定こども園聖隷こども園わかば
- 合同会社MiMo 認可保育園はぐみなの風保育園
- 静岡県立西部特別支援学校
- 浜松市根洗学園
- 浜松市三方原墓園
- JAとぴあ浜松根洗支店
- 杏林堂ドラッグストア根洗店
- セブン-イレブン浜松根洗町店
- ミニストップ浜松根洗町店
- 根洗神社

## 交通

### バス
- 遠鉄バス - 都田口停留所は自転車駐輪場を併設。また、三方原墓園停留所は駐車場を併設。
  - 43引佐線[注釈 1][注釈 2]、45奥山線[注釈 3]：（浜松駅 方面 - ）三方原墓園 - 静光園入口 - 根洗（ - 気賀駅前／奥山 方面）
  - 46都田線：（浜松駅 方面 - ）三幸町 - 都田口南 - 都田口 - 都田口西（ - 都田（常葉大学経由） 方面）
  - 46・46-テ都田線：（浜松駅 方面 - ）三幸町 - 都田口南 - 都田口（ - 都田駅前（都田テクノ経由） 方面）
  - 100浜北医大三方原聖隷線：（聖隷三方原病院 - ）聖隷クリストファー大学（浜北駅方向のみ経由） - 聖隷クリストファー大学入口 - 根洗西 - 根洗 - 根洗東 - 都田口西 - 都田口 - 都田口南 - 三幸町（ - 浜北駅 方面）

### 道路
- 国道257号（金指街道）
- 静岡県道261号磐田細江線（姫街道）
- 静岡県道305号金指停車場和地線
- 静岡県道318号横尾根洗線
- 静岡県道391号細江浜北線
- 浜松市道根洗25号線（もくれん通り）
- 浜松市道根洗47号線（旧金指街道）

## その他

### 警察
警察の管轄区域は以下の通りである。
| 番・番地等 | 警察署         | 交番・駐在所 |
| ---------- | -------------- | ------------ |
| 全域       | 浜松中央警察署 | 三方原北交番 |

### 消防
消防の管轄区域は以下の通りである。
| 番・番地等 | 消防署   | 本署/出張所  |
| ---------- | -------- | ------------ |
| 全域       | 中消防署 | 曳馬野出張所 |